# Sinclinal
Em geologia estrutural, um sinclinal é uma dobra tipicamente com a concavidade voltada para cima, mas também pode ser voltada para baixo, onde as camadas mais recentes se encontram no centro (núcleo) da estrutura. O termo sinclinal refere-se à sequência de formação dos estratos que se encontram na dobra e não à forma da dobra. Uma dobra com concavidade voltada para cima ou para baixo é definida pelos termos sinforme e antiforme, respetivamente.  
Um sinclinório é um grande sinclinal composto por dobras de segunda ordem menores sinclinais e anticlinais. 
Numa carta geológica, os sinclinais são identificados por uma sequência de estratos rochosos que se tornam progressivamente mais antigos à medida que se aproximam da charneira da dobra e mais recentes à medida que caminhamos para o interior (centro) da dobra.  As dobras geralmente formam-se durante episódios de deformação crustal como resultado da compressão que ocorre durante eventos orogénicos.

## Galeria

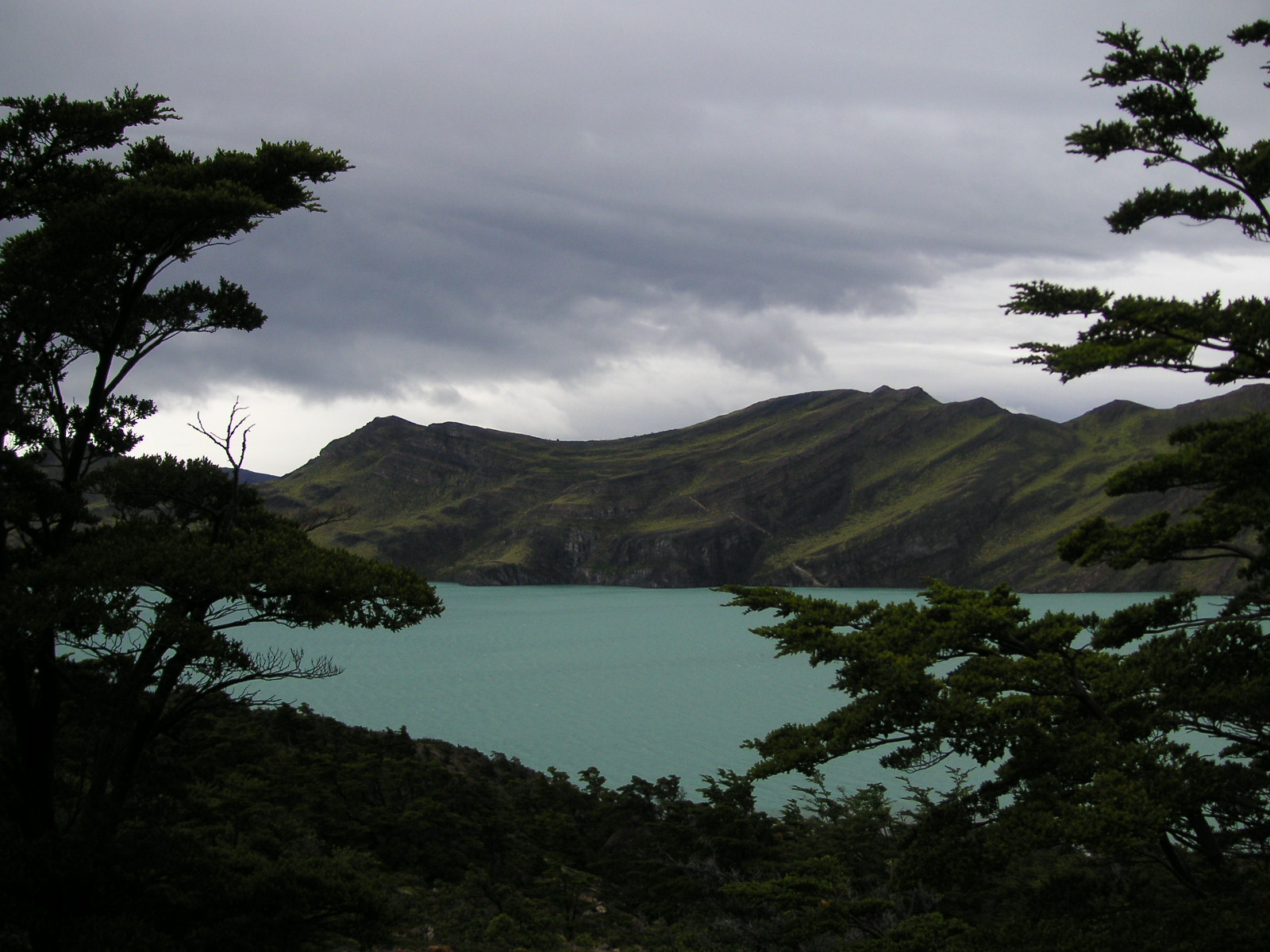
Sinclinal, Parque Nacional Torres del Paine, Chile.
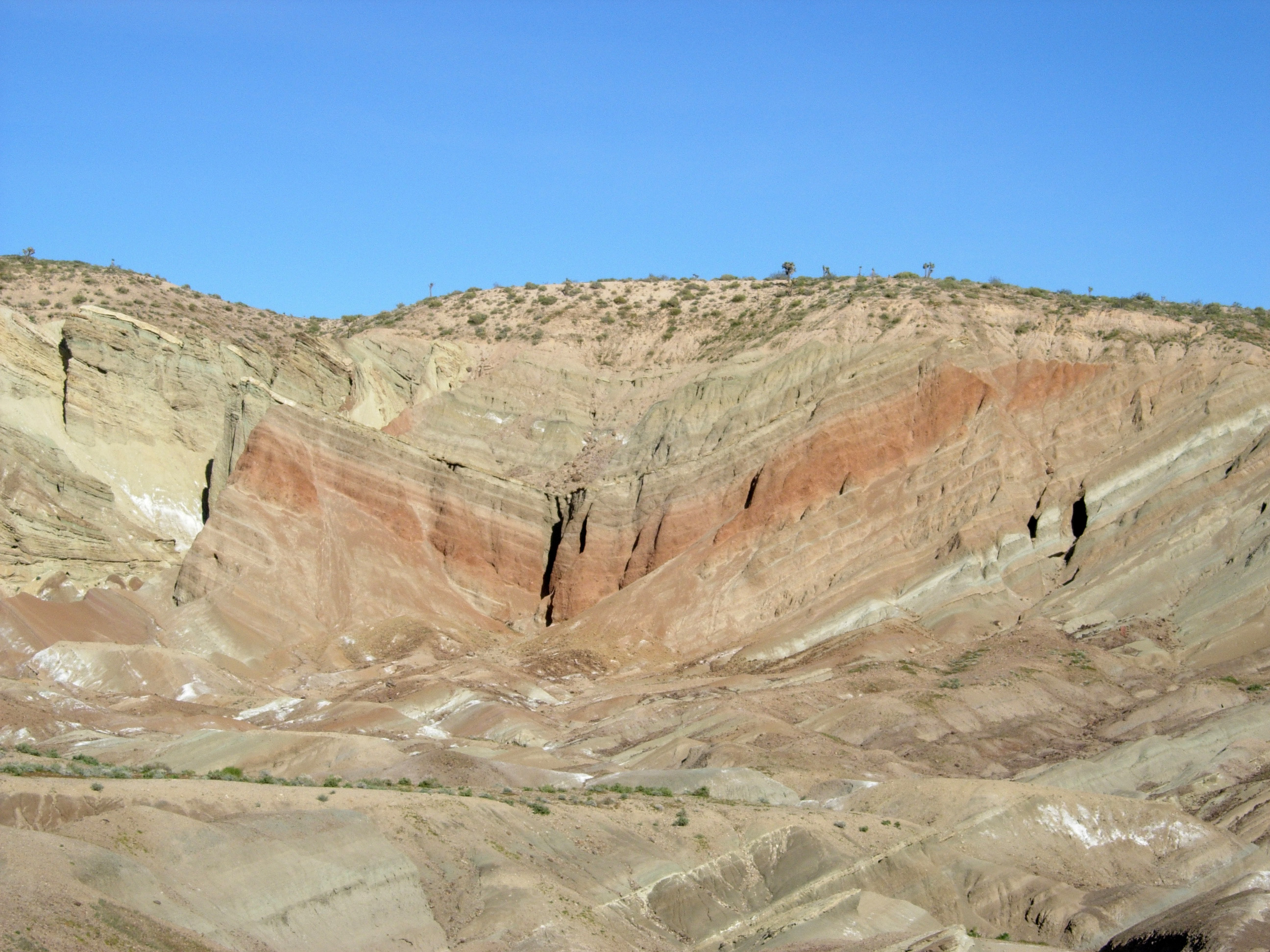
Sinclinal próximo de Barstow, Califórnia.